# Așezarea fortificată de la Cojocna
Așezarea fortificată de la Cojocna, județul Cluj, este înscrisă pe lista monumentelor istorice din județul Cluj elaborată de Ministerul Culturii și Patrimoniului Național din România în anul 2015 (cod LMI CJ-I-s-A-07011).